# Wolfgang Schmidt
Wolfgang Schmidt (Berlino Est, 16 gennaio 1954) è un ex discobolo e pesista tedesco, vincitore di un titolo europeo nel 1978 a Praga ed un argento olimpico alle Olimpiadi di Montréal 1976.
Ha un primato personale di 71,16 m nel lancio del disco, ex record mondiale della specialità e attuale dodicesima miglior misura nella graduatoria mondiale di tutti i tempi.

## Biografia

### Gli inizi e i primi successi (1973-1975)

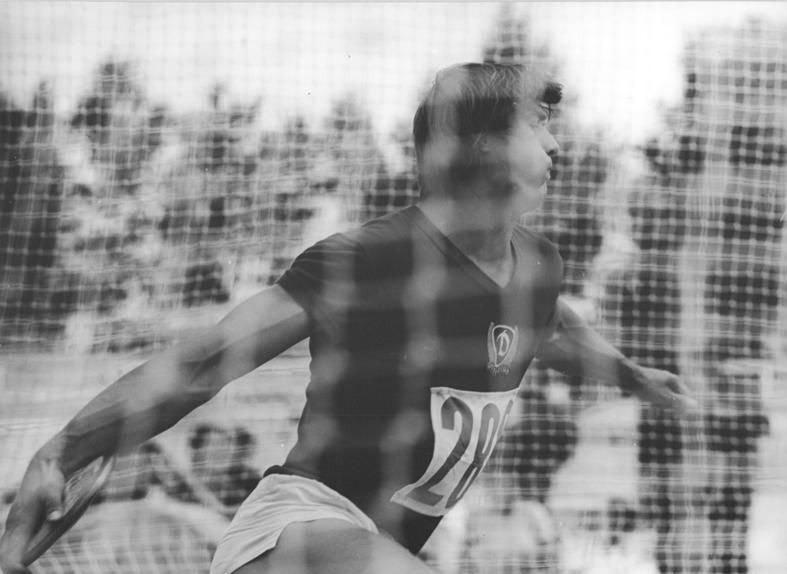
Wolfgang Schmidt il 10 agosto 1974 durante una gara a Berlino Est.

Wolfgang Schmidt si avvicinò molto precocemente all'atletica leggera spinto dal padre Ernst, ex atleta e tecnico della nazionale tedesca orientale nei lanci e nel decathlon.
Fin dall'età di 9 anni il padre iniziò ad allenarlo in maniera quasi "ossessiva" per migliorare le sue doti fisiche e, raggiunti i 18 anni, Wolfgang misurava già 199 cm di altezza per 110 kg di peso.
Nel 1973 riuscì a stabilire il record nazionale al coperto della categoria juniores, nella specialità del getto del peso lanciando fino alla misura di 18,86 metri.
Lo stesso anno, durante la stagione all'aperto, dopo la quarta posizione ai campionati nazionali assoluti, ottenne il suo primo successo internazionale diventando campione europeo juniores nel lancio del disco a Duisburg. Nella stessa manifestazione riuscì a conquistare anche la medaglia d'argento nel getto del peso alle spalle del connazionale Udo Beyer.
L'anno successivo, ai Campionati europei di Roma 1974, si classificò ottavo nel lancio del disco con 59,56 m.
Nel 1975, dopo aver vinto il suo primo titolo nazionale all'aperto nel lancio del disco, partecipò per la prima volta alla Coppa Europa di atletica leggera come rappresentante della Repubblica Democratica Tedesca vincendo la gara con un lancio da 63,16 m.

### L'affermazione internazionale (1976-1980)

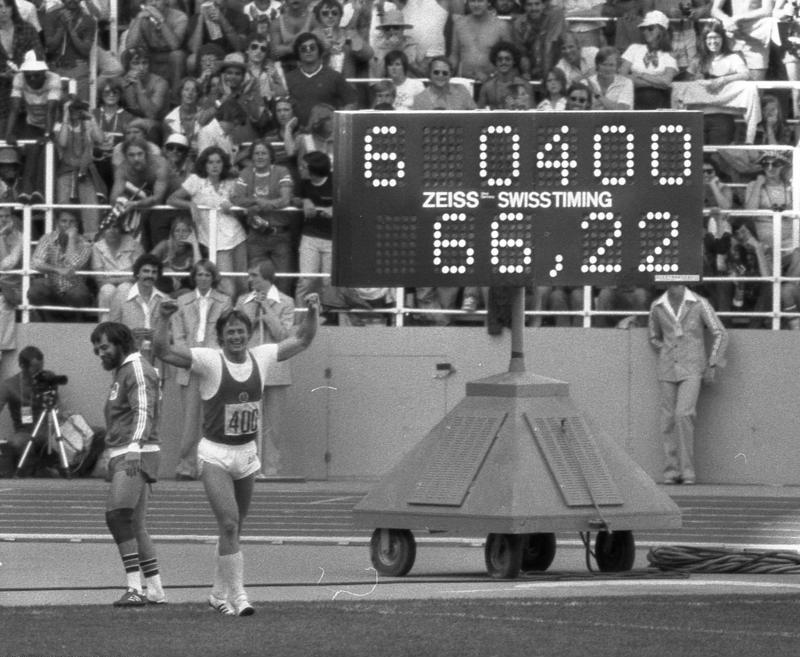
Wolfgang Schmidt durante le Olimpiadi di Montréal 1976. Esulta dopo il lancio a 66,22 che gli ha permesso di vincere la medaglia d'argento nel lancio del disco.

Il 21 maggio 1976, durante una gara a Colonia, con un lancio a 68,60 m siglò la migliore prestazione mondiale per un atleta under 23, record ancora oggi imbattuto.
Pochi mesi dopo riuscì a raggiungere il più grande successo della sua carriera vincendo una medaglia d'argento alle Olimpiadi del 1976 di Montreal.
Qualificatosi per la finale con la terza misura a 63,14 m, in finale concluse secondo con il risultato di 66,22 m, battuto soltanto dallo statunitense Mac Wilkins con un distacco di solo 1,28 metri.
L'anno successivo partecipò ancora alla Coppa Europa bissando la vittoria ottenuta due anni prima e lanciando fino a 66,86 m, il record della manifestazione.
Nel settembre di questo stesso anno prese parte alla prima edizione della Coppa del mondo di atletica leggera vincendo la manifestazione davanti a Mac Wilkins.
Il 9 agosto del 1978, a Berlino Est, riuscì a siglare il nuovo record mondiale con la misura di 71,16 metri, primato che mantenne fino al maggio del 1983.
Passa meno di un mese e, ai Campionati europei di Praga 1978, conquistò la medaglia d'oro nel lancio del disco con il risultato di 66,82 metri.
Nella stessa manifestazione, grazie ad un suo lancio a 20,30 m vinse la medaglia di bronzo nel getto del peso dopo la squalifica per doping del sovietico Evgenij Vasil'evič Mironov.
Al termine di questa manifestazione venne anche nominato capitano della nazionale di atletica leggera della DDR.
Nel 1979, dopo aver vinto sia la Coppa Europa che la Coppa del mondo, rispettivamente per la terza e seconda volta consecutiva, partecipò alle Universiadi di Città del Messico aggiudicandosi l'oro con il risultato di 60,78 m.
Il 9 gennaio 1980, durante una manifestazione indoor a Berlino Est, riuscì a scagliare il suo disco fino alla misura di 66,20 m: il nuovo record del mondo, ed attuale record tedesco, della specialità al coperto.
Verso la fine di luglio partecipò alle Olimpiadi di Mosca 1980, concludendo quarto a solo un metro di distanza dal vincitore: il sovietico Viktor Raščupkin.
Questa sarà una delle sue ultime partecipazioni ad una manifestazione internazionale come rappresentante della Germania Est.

### Il tentativo di fuga dalla DDR e il carcere (1980-1987)

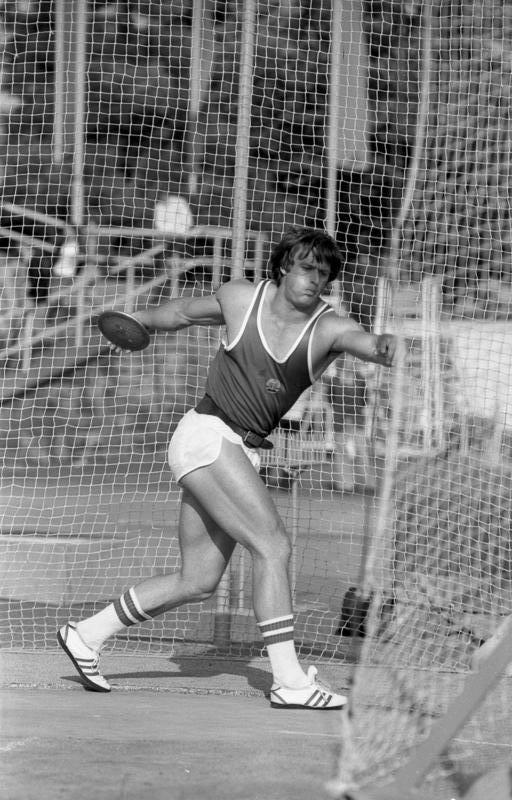
Wolfgang Schmidt il 13 giugno 1981 a Dresda.

Dopo la delusione dei Giochi olimpici di Mosca decise di organizzare il suo passaggio nella Germania Ovest.
Anche se membro della società sportiva della polizia, la Sportvereinigung Dynamo, e tenente della Volkspolizei, venne tenuto sotto costante sorveglianza da parte del Ministero per la Sicurezza di Stato che inizialmente, per questo lavoro di spionaggio, si appoggiò a Dieter Kollark, l'allenatore di Schmidt.
Per tentare la fuga decise di affidarsi a Ludwig Shura, un uomo d'affari proveniente dalla Germania Ovest che però, all'insaputa di Schmidt, collaborava con la Stasi fin dal maggio del 1978. I due si incontrano la prima volta il 31 gennaio 1981 e Schmidt gli confidò la sua volontà di fuggire dalla Germania Est chiedendo il suo aiuto. Shura acconsentì subito pensando di poter guadagnare facilmente dei soldi visto che si trattava di un personaggio famoso al grande pubblico. Il 24 maggio Schmidt escogitò un piano ben preciso e lo comunicò a Shura: tentare la fuga durante la Coppa del mondo che quell'anno si sarebbe tenuta a Roma nel mese di settembre con l'aiuto dell'amico e discobolo svedese Ricky Bruch. Shura comunicò immediatamente il piano alla Stasi e, infatti, quell'anno la nazionale della DDR non portò Schmidt in Coppa del mondo, sostituendolo con Armin Lemme.
Fallito questo piano e salvatosi dal carcere, l'anno successivo decise di escogitare un ulteriore piano per la fuga affidandosi ancora una volta a Ludwig Shura che, anche in questa occasione, comunicò l'intero piano alla Stasi. Venerdì 2 luglio 1982, poco dopo le ore 13:15, Schmidt venne bloccato e arrestato mentre si recava al campo di allenamento della SC Dynamo con la sua Lada 1600, consegnatagli come premio solo otto mesi prima dal Ministro per la Sicurezza di Stato Erich Mielke. Shura ebbe come ricompensa un totale di 34.900 marchi che però, come disse più tardi, gli bastarono unicamente per "coprire i costi".
Di lì a poco si avviò un'azione legale nei confronti di Schmidt e il pubblico ministero gli presentò un elenco di oltre 30 presunti reati tra i quali era elencato, oltre al tentativo di fuga, anche la detenzione illegale di armi. Nell'agosto arrivò la condanna ad un anno e mezzo di reclusione da scontare in un carcere di Francoforte sull'Oder. In seguito alla condanna gli vennero tolte anche tutte le onorificenze ricevute come l'Ordine al merito per la Patria.
Nell'ottobre del 1983, dopo aver passato ben 489 giorni di prigione, gli fu concessa l'amnistia e, dopo il rilascio, gli fu ordinato di diventare allenatore della SG Dynamo Adlershof, il club sportivo della Stasi. All'estero gli amici di Schmidt provarono comunque ad organizzare la sua partenza, ma tutti i loro piani vennero prematuramente scoperti dalla Stasi. Durante tutto questo lungo periodo all'atleta venne vietata anche la possibilità di gareggiare in manifestazioni sia nazionali che internazionali.

### Il passaggio alla Germania Ovest (1987-1990)
Nel 1987 presentò una richiesta per andare finalmente in Germania Ovest per continuare la sua carriera sportiva. Sul finire dell'anno, il 2 novembre, la sua richiesta venne accolta e gli fu dato il permesso di abbandonare la Germania Est. Il passaggio avvenne però troppo tardi per permettergli la partecipazione alle Olimpiadi di Seul come rappresentante della Germania Ovest. Secondo le regole di registrazione fissate dal Comitato Olimpico Internazionale era infatti necessario che trascorressero almeno tre anni o che la nazione di origine decidesse di dare il suo nulla osta per un immediato passaggio di nazionalità.
Naturalmente la DDR diede il suo consenso solo dopo il termine dei Giochi olimpici di Seul e la Repubblica Federale Tedesca fu quindi costretta a portare in Corea soltanto Rolf Danneberg, Alois Hannecker e Wulf Brunner.
Il 3 aprile del 1988 fece il suo ritorno alle competizioni, dopo quasi 7 anni di inattività, concluse terzo al Miami Grand Prix alle spalle di Bradley Cooper e John Powell. Proprio in questo periodo Schmidt iniziò a sostenere lunghi allenamenti anche negli Stati Uniti d'America, soprattutto in California, in compagnia di atleti quali l'olimpionico Mac Wilkins. Sempre lo stesso anno, durante la prima competizione in assoluto fra Germania Est e Germania Ovest, si trovò di fronte all'ex connazionale Jürgen Schult che, dopo averlo sconfitto, si rifiutò di dargli la mano. Più tardi verrà reso noto che questo comportamento fu imposto a Schult dal settore tecnico della DDR.
Durante tutta la prima parte della stagione 1989 decise di stabilirsi negli Stati Uniti dove, oltre ad allenarsi, prese parte a varie competizioni con successo. Dopo aver vinto il Mt. San Antonio College Relays davanti a Mac Wilkins, il 7 maggio, durante un meeting a Modesto vinse la competizione lanciando a 67,66 e, poco dopo, riuscì a vincere anche al Prefontaine Classic di Eugene gettando il suo disco fino a 67,84 m. Sul finire del mese di giugno fece ritorno in Europa dove partecipò a vari importanti meeting come l'Herculis dove concluse secondo e il meeting Nikaia di Nizza dove riuscì ad aggiudicarsi la vittoria. Il 9 settembre, superò ancora una volta la linea dei 70 metri, issandosi così in testa alla graduatoria mondiale dell'anno con un lancio a 70,92 m.
Anche la stagione 1990 iniziò con un lungo periodo di preparazione negli Stati Uniti dove ebbe l'occasione di vincere varie gare tra cui il Mt. San Antonio College Relays. Tornato nel vecchio continente, riuscì a conquistare il suo primo titolo nazionale nella Germania occidentale lanciando a 66,12 m. Sul finire del mese di agosto prese parte ai Campionati europei di Spalato dove, dopo essersi qualificato per la finale con la miglior misura a 64,10 m, riuscì a vincere la medaglia di bronzo nel lancio del disco con un lancio a 64,10 m. Concluse la sua stagione il 16 settembre al Meeting di Padova dove colse ancora una vittoria lanciando a 66,12 metri.

### Dopo la riunificazione tedesca (1991-1992)

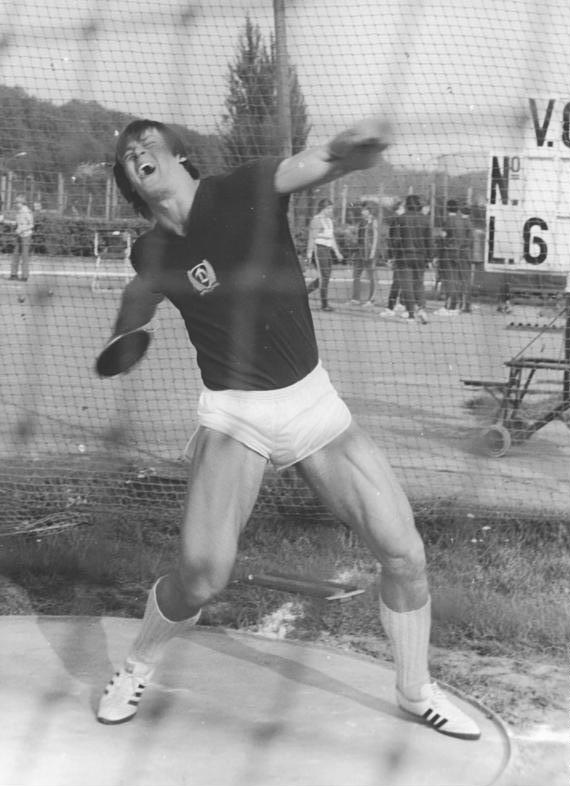
Durante una gara a Berlino Est il 12 maggio 1976.

Con la riunificazione tedesca, Schmidt ha avuto modo di rappresentare la Germania in varie competizioni. Nel 1991 riuscì a conquistare il primo titolo nazionale della Germania unita e, poco dopo, prese parte ai mondiali di Tokyo 1991 dove concluse quarto alle spalle dell'ungherese Attila Horváth.
Nel 1992, ai campionati tedeschi non riuscì ad arrivare sul podio, battuto dal giovane Michael Möllenbeck, da Jürgen Schult e dal vincitore Lars Riedel, già campione mondiale a Tokyo.
Lo stesso anno non riuscì a qualificarsi alle Olimpiadi di Barcellona 1992 decidendo così di concludere la stagione al meeting ISTAF dove fu secondo. In seguito alla cocente delusione della mancata partecipazione olimpica, e raggiunta ormai l'età di 39 anni, nel giugno del 1993 Schmidt decise di ritirarsi dall'attività sportiva, benché fosse ancora competitivo a livello mondiale, vista la nona prestazione nella graduatoria dell'anno precedente a 66,86 metri.

## Record nazionali

### Seniores
- Lancio del disco indoor: 66,20 m ( Berlino Est, 9 gennaio 1980)

### Under 23
- Lancio del disco: 68,60 m ( Colonia, 21 maggio 1976)

## Progressione

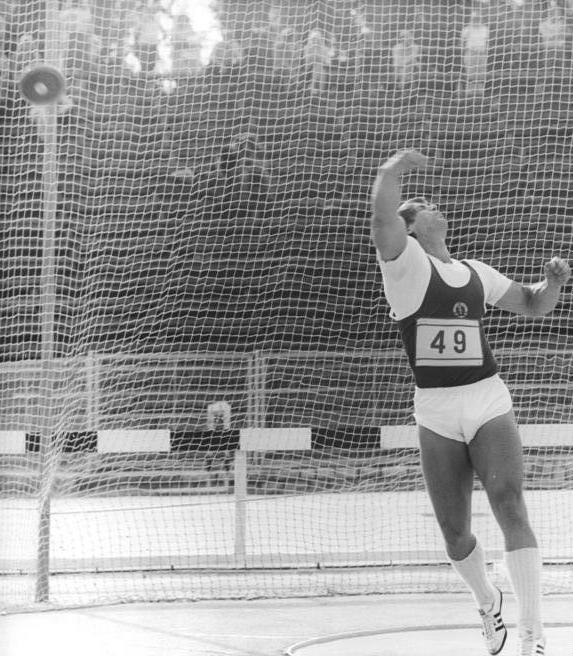
Wolfgang Schmidt il 9 agosto 1978 a Berlino Est durante la gara in cui riuscì a stabilire il nuovo record mondiale nel lancio del disco a 71,16 metri.

### Lancio del disco outdoor
| Stagione | Risultato | Luogo         | Data      | Rank. Mond. |
| -------- | --------- | ------------- | --------- | ----------- |
| 1992     | 66,86 m   | Hafnarfjörður | 14-8-1992 | 9º          |
| 1991     | 66,36 m   | Sindelfingen  | 14-9-1991 | 10º         |
| 1990     | 68,30 m   | Modesto       | 5-5-1990  | 2º          |
| 1989     | 70,92 m   | Norden        | 9-9-1989  | 1º          |
| 1988     | 68,22 m   | Hafnarfjörður | 22-6-1988 | 8º          |
| 1981     | 69,60 m   | Dresda        | 13-6-1981 | 2º          |
| 1980     | 68,48 m   | Berlino Est   | 9-7-1980  | 4º          |
| 1979     | 69,08 m   | Berlino Est   | 7-7-1979  | 5º          |
| 1978     | 71,16 m   | Berlino Est   | 9-8-1978  | 1º          |
| 1977     | 68,26 m   | Zurigo        | 24-8-1977 | 2º          |
| 1976     | 68,60 m   | Colonia       | 21-5-1976 | 2º          |
| 1975     | 66,80 m   | Dresda        | 22-6-1975 | -           |
| 1974     | 62,20 m   | Berlino Est   | 10-8-1974 | 20º         |
| 1973     | 61,30 m   | Dresda        | 22-7-1973 | 9º          |

### Lancio del disco indoor
| Stagione | Risultato | Luogo       | Data     | Rank. Mond. |
| -------- | --------- | ----------- | -------- | ----------- |
| 1980     | 66,20 m   | Berlino Est | 9-1-1980 | 1º          |

### Getto del peso outdoor
| Stagione | Risultato | Luogo       | Data      | Rank. Mond. |
| -------- | --------- | ----------- | --------- | ----------- |
| 1990     | 18,89 m   | Colonia     | 5-8-1990  | 75º         |
| 1989     | 19,97 m   | Oberkochen  | 17-6-1989 | 30º         |
| 1988     | 20,13 m   | Weiler      | 10-7-1988 | 43º         |
| 1978     | 20,76 m   | Berlino Est | 31-5-1978 | 3º          |
| 1973     | 19,19 m   | Lipsia      | 30-6-1973 | 12º         |

### Getto del peso indoor
| Stagione | Risultato | Luogo       | Data      | Rank. Mond. |
| -------- | --------- | ----------- | --------- | ----------- |
| 1973     | 18,86 m   | Senftenberg | 24-2-1973 | 12º         |

## Palmarès

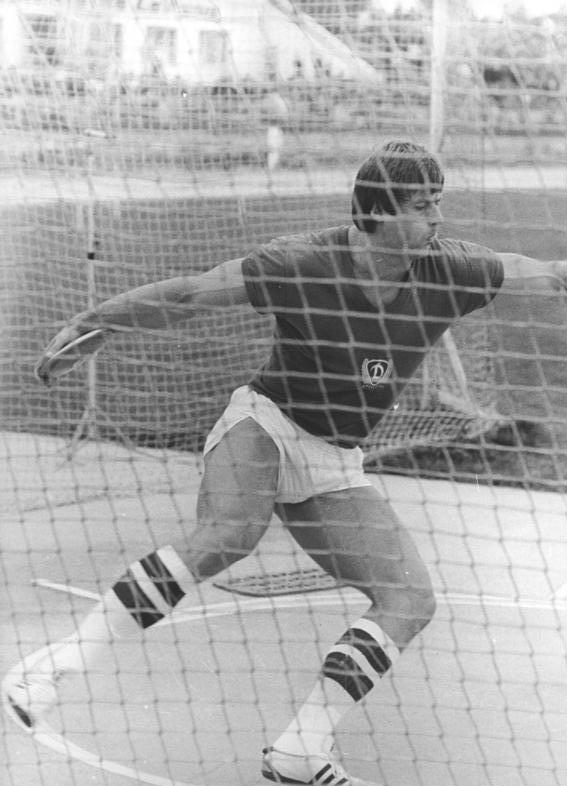
Wolfgang Schmidt il 12 agosto 1978 a Dresda.

| Anno | Manifestazione   | Sede              | Evento           | Risultato | Misura  | Note                  |
| ---- | ---------------- | ----------------- | ---------------- | --------- | ------- | --------------------- |
| 1973 | Europei juniores | Duisburg          | Lancio del disco | Oro       | 58,16 m | Record dei campionati |
| 1973 | Europei juniores | Duisburg          | Getto del peso   | Argento   | 18,45 m |                       |
| 1974 | Europei          | Roma              | Lancio del disco | 8º        | 59,56 m |                       |
| 1976 | Olimpiadi        | Montréal          | Lancio del disco | Argento   | 66,22 m |                       |
| 1978 | Europei          | Praga             | Lancio del disco | Oro       | 66,82 m |                       |
| 1978 | Europei          | Praga             | Getto del peso   | Bronzo    | 20,30 m |                       |
| 1979 | Universiadi      | Città del Messico | Lancio del disco | Oro       | 60,78 m |                       |
| 1980 | Olimpiadi        | Mosca             | Lancio del disco | 4º        | 65,64 m |                       |
| 1990 | Europei          | Spalato           | Lancio del disco | Bronzo    | 64,10 m |                       |
| 1991 | Mondiali         | Tokyo             | Lancio del disco | 4º        | 64,76 m |                       |

## Campionati nazionali

### Germania Est
- 6 volte campione nazionale nel lancio del disco (1975/1980)[41]

1973
- Bronzo ai Campionati nazionali indoor, getto del peso - 18,86 m
- 4º ai Campionati nazionali, lancio del disco - 61,30 m

1975
- Oro ai Campionati nazionali, lancio del disco - 63,70 m

1976
- Oro ai Campionati nazionali, lancio del disco - 66,86 m

1977
- Oro ai Campionati nazionali, lancio del disco - 65,48 m

1978
- Oro ai Campionati nazionali, lancio del disco - 64,80 m

1979
- Oro ai Campionati nazionali, lancio del disco - 66,26 m
- Bronzo ai Campionati nazionali, getto del peso

1980
- Oro ai Campionati nazionali, lancio del disco - 68,24 m

1981
- Argento ai Campionati nazionali, lancio del disco
- Argento ai Campionati nazionali, getto del peso

### Germania Ovest
- 1 volta campione nazionale nel lancio del disco (1990)[42]

1988
- Argento ai Campionati nazionali, lancio del disco
- Argento ai Campionati nazionali, getto del peso

1989
- Argento ai Campionati nazionali, lancio del disco

1990
- Oro ai Campionati nazionali, lancio del disco - 66,12 m

### Germania
- 1 volta campione nazionale nel lancio del disco (1991)[43]

1991
- Oro ai Campionati nazionali, lancio del disco - 64,98 m

## Altre competizioni internazionali
1975
- Coppa Europa di atletica leggera ( Nizza)
- Oro in Coppa Europa ( Nizza), lancio del disco - 63,16 m

1977
- Coppa Europa di atletica leggera ( Helsinki)
- Oro in Coppa Europa ( Helsinki), lancio del disco - 66,86 m
- Oro in Coppa del mondo ( Düsseldorf), lancio del disco - 67,14 m

1979
- Coppa Europa di atletica leggera ( Torino)
- Oro in Coppa Europa ( Torino), lancio del disco - 66,76 m
- Oro in Coppa del mondo ( Montréal), lancio del disco - 66,02 m

1988
- Bronzo al Miami Grand Prix ( Miami), lancio del disco - 60,07 m

1989
- Oro al Mt. San Antonio College Relays ( Walnut), lancio del disco - 66,76 m
- Oro al Prefontaine Classic ( Eugene), lancio del disco - 67,84 m
- Oro al meeting Nikaia ( Nizza), lancio del disco - 66,90 m
- Argento al meeting Herculis ( Monaco), lancio del disco - 66,42 m

1990
- Oro al Mt. San Antonio College Relays ( Walnut), lancio del disco - 65,88 m

1992
- Argento al meeting ISTAF ( Berlino), lancio del disco - 65,94 m

## Attività extrasportive e vita privata
Conclusa la sua carriera sportiva, decise di intraprendere l'attività di venditore in un concessionario Mercedes-Benz nella città dove risiedeva: Stoccarda.
Nel 1997 si trasferì a San Francisco dove iniziò a vendere automobili nella vicina San Jose.
Più avanti decise di cambiare attività scegliendo la carriera di agente di cambio e consulente aziendale ma, con il crollo del mercato azionario, fu costretto ad abbandonare anche quel lavoro.
Verso la fine del 2000 tornò in Germania.

### Pubblicazioni
In inglese
- William Oscar Johnson, Thrown Free, in Sports Illustrated, vol. 74, n. 2/1991, 21 gennaio 1991,  pp. 52-61, ISSN 0038-822X (WC · ACNP).

In tedesco
- DDR Leichtathletik-Meisterschaften 1981 in Jena, in Der Leichtathlet, vol. 32, n. 32/1981, Berlino, 13 agosto 1981.
- DDR-Meisterschaften 1980 in Cottbus, in Der Leichtathlet, vol. 31, n. 32/1980, Berlino, 24 luglio 1980.
- DDR-Meisterschaften 1979 in Karl-Marx-Stadt, in Der Leichtathlet, vol. 30, n. 34/1979, Berlino, 23 agosto 1979.
- DDR-Meisterschaften 1978 in Leipzig, in Der Leichtathlet, vol. 29, n. 28/1978, Berlino, 13 luglio 1978.
- DDR-Meisterschaften 1977 in Dresden, in Der Leichtathlet, vol. 28, n. 28/1977, Berlino, 14 luglio 1977.
- DDR-Meisterschaften 1976 in Karl-Marx-Stadt, in Der Leichtathlet, vol. 27, n. 34/1976, Berlino, 19 agosto 1976.
- DDR-Meisterschaften 1975 in Erfurt, in Der Leichtathlet, vol. 26, n. 35/1975, Berlino, 28 agosto 1975.